# 조지프 후턴 테일러 주니어
조지프 후턴 테일러 주니어(영어: Joseph Hooton Taylor, Jr., 1941년 3월 29일 ~ )는 미국의 천체물리학자이며, 중력 연구의 새로운 가능성을 열었던, 새로운 종류의 펄사를 발견한 공로로 러셀 앨런 헐스와 공동으로 노벨 물리학상을 받았다.

## 생애
테일러는 미국 펜실베이니아주 필라델피아에서 태어났다. 무어스타운 프렌즈 스쿨에 입학하였고 그곳에서 우수한 수학 실력을 보였다. 1963년 해버포트 칼리지에서 물리학(B.A.)을 전공하였고 1968년 하버드 대학교에서 천문학(Ph.D)을 전공하였다.